# 浪漫生活博物館
浪漫生活博物館（法語：Musée de la Vie romantique）是位於法國首都巴黎第九區蒙馬特山查普塔尔路（rue Chaptal）16号的一座博物館，包括兩個工作室、一個溫室和一個小花園，除了禮拜一之外每日開放。免費入場，但在特展時會收費。自2013年1月1日，浪漫生活博物館成為十四座巴黎城市博物館之一。
主楼建于1830年，曾是荷兰出生的画家阿里·谢弗（1795–1858）的巴黎基地，谢弗是当时著名的艺术家之一，与国王路易-菲利普一世及其家人关系密切。几十年间，谢弗和他的女儿主持周五晚上的沙龙，是“新雅典”（Nouvelle Athènes）最著名的沙龙之一。乔治·桑（1804–1876）与弗雷德里克·肖邦作为邻居，常来此做客，与欧仁·德拉克罗瓦、让·奥古斯特·多米尼克·安格尔、阿尔方斯·德·拉马丁、弗朗兹·李斯特、焦阿基诺·罗西尼和歌手波莉娜·维阿尔多（Pauline Viardot）见面。本世纪后期，查尔斯·狄更斯、伊万·屠格涅夫和夏尔·古诺定期出席。 